# Cape Traverse Landing
Cape Traverse Landing est une communauté du Canada située dans le comté de Prince, sur l'Île-du-Prince-Édouard. Elle se trouve au sud-est de Borden-Carleton.